# Birling, Northumberland
Birling är en ort i civil parish Warkworth, i grevskapet Northumberland i England. Orten är belägen 9 km från Alnwick. Birling var en civil parish 1866–1955 när det uppgick i Warkworth. Civil parish hade 81 invånare år 1951.